# GP2 Series 2006
GP2 Series 2006 var den andra säsongen av formelbilsmästerskapet GP2 Series. Säsongen startade på Circuit de la Comunitat Valenciana Ricardo Tormo den 8 april och avslutades på Autodromo Nazionale Monza den 9 september.
Dallara Automobili designade bilen.

## Team och förare
| Stall                          | Nr | Förare                    |
| ------------------------------ | -- | ------------------------- |
| ART Grand Prix                 | 1  | Alexandre Prémat          |
| ART Grand Prix                 | 2  | Lewis Hamilton            |
| Arden International            | 3  | Nicolas Lapierre          |
| Arden International            | 4  | Michael Ammermüller       |
| Super Nova International       | 5  | José María López          |
| Super Nova International       | 6  | Fairuz Fauzy              |
| iSport International           | 7  | Ernesto José Viso Lossada |
| iSport International           | 8  | Tristan Gommendy          |
| Racing Engineering             | 9  | Adam Carroll              |
| Racing Engineering             | 10 | Javier Villa              |
| Piquet Sports                  | 11 | Nelsinho Piquet           |
| Piquet Sports                  | 12 | Alexandre Negrão          |
| DAMS                           | 14 | Franck Perera             |
| DAMS                           | 15 | Ferdinando Monfardini     |
| Petrol Ofisi FMS International | 16 | Luca Filippi              |
| Petrol Ofisi FMS International | 17 | Jason Tahinci             |
| BCN Competicion                | 18 | Hiroki Yoshimoto          |
| BCN Competicion                | 19 | Timo Glock                |
| DPR                            | 20 | Olivier Pla               |
| DPR                            | 21 | Clivio Piccione           |
| Durango                        | 22 | Lucas di Grassi           |
| Durango                        | 23 | Sergio Hernandez          |
| Campos Racing                  | 24 | Adrian Valles             |
| Campos Racing                  | 25 | Felix Porteiro            |
| Trident Racing                 | 26 | Gianmaria Bruni           |
| Trident Racing                 | 27 | Andreas Zuber             |

## Tävlingskalender
| Lopp | Plats                       | Bana                          | Datum        | Vinnare             | Stall                          |
| 1    | Valencia, Spanien           | Circuito Ricardo Tormo        | 8 april      | Nelsinho Piquet     | Piquet Sports                  |
| 2    | Valencia, Spanien           | Circuito Ricardo Tormo        | 9 april      | Michael Ammermüller | Arden International            |
| 3    | Imola, Italien              | Autodromo Enzo e Dino Ferrari | 22 april     | Gianmaria Bruni     | Trident Racing                 |
| 4    | Imola, Italien              | Autodromo Enzo e Dino Ferrari | 23 april     | Ernesto Viso        | iSport International           |
| 5    | Nürburg, Tyskland           | Nürburgring                   | 6 maj        | Lewis Hamilton      | ART Grand Prix                 |
| 6    | Nürburg, Tyskland           | Nürburgring                   | 7 maj        | Lewis Hamilton      | ART Grand Prix                 |
| 7    | Barcelona, Spanien          | Circuit de Catalunya          | 13 maj       | Alexandre Prémat    | ART Grand Prix                 |
| 8    | Barcelona, Spanien          | Circuit de Catalunya          | 14 maj       | Ernesto Viso        | iSport International           |
| 9    | Monte Carlo, Monaco         | Circuit de Monaco             | 27 maj       | Lewis Hamilton      | ART Grand Prix                 |
| 10   | Silverstone, Storbritannien | Silverstone Circuit           | 10 juni      | Lewis Hamilton      | ART Grand Prix                 |
| 11   | Silverstone, Storbritannien | Silverstone Circuit           | 11 juni      | Lewis Hamilton      | ART Grand Prix                 |
| 12   | Nevers, Frankrike           | Circuit de Nevers Magny-Cours | 15 juli      | Timo Glock          | iSport International           |
| 13   | Nevers, Frankrike           | Circuit de Nevers Magny-Cours | 16 juli      | Giorgio Pantano     | FMS Internantional             |
| 14   | Hockenheim, Tyskland        | Hockenheimring                | 29 juli      | Gianmaria Bruni     | Trident Racing                 |
| 15   | Hockenheim, Tyskland        | Hockenheimring                | 30 juli      | Timo Glock          | iSport International           |
| 16   | Budapest, Ungern            | Hungaroring                   | 5 augusti    | Nelsinho Piquet     | Piquet Sports                  |
| 17   | Budapest, Ungern            | Hungaroring                   | 6 augusti    | Nelsinho Piquet     | Piquet Sports                  |
| 18   | Istanbul, Turkiet           | Istanbul Park                 | 26 augusti   | Nelsinho Piquet     | Piquet Sports                  |
| 19   | Istanbul, Turkiet           | Istanbul Park                 | 27 augusti   | Andreas Zuber       | Trident Racing                 |
| 20   | Monza, Italien              | Autodromo Nazionale di Monza  | 9 september  | Giorgio Pantano     | FMS International              |
| 21   | Monza, Italien              | Autodromo Nazionale di Monza  | 10 september | Giorgio Pantano     | Petrol Ofisi FMS International |

## Slutställning
| Plats | Förare                | Poäng |
| ----- | --------------------- | ----- |
| 1     | Lewis Hamilton        | 114   |
| 2     | Nelsinho Piquet       | 102   |
| 3     | Alexandre Prémat      | 66    |
| 4     | Timo Glock            | 58    |
| 5     | Giorgio Pantano       | 44    |
| 6     | Ernesto Viso          | 42    |
| 7     | Gianmaria Bruni       | 33    |
| 8     | Adam Carroll          | 33    |
| 9     | Nicolas Lapierre      | 32    |
| 10    | José María López      | 31    |
| 11    | Michael Ammermüller   | 25    |
| 12    | Clivio Piccione       | 18    |
| 13    | Xandi Negrão          | 13    |
| 14    | Andreas Zuber         | 12    |
| 15    | Hiroki Yoshimoto      | 12    |
| 16    | Franck Perera         | 8     |
| 17    | Lucas di Grassi       | 8     |
| 18    | Adrián Vallés         | 7     |
| 19    | Luca Filippi          | 7     |
| 20    | Tristan Gommendy      | 6     |
| 21    | Ferdinando Monfardini | 6     |
| 22    | Félix Porteiro        | 5     |
| 23    | Sergio Hernández      | 1     |